# Donatien Bouché
Donatien Antonin Marie Bouché (* 10. Mai 1882 in Sainte-Marie-sur-Mer; † 1965) war ein französischer Segler.

## Erfolge
Donatien Bouché wurde 1928 in Amsterdam bei den Olympischen Spielen in der 8-Meter-Klasse Olympiasieger. Er war Skipper der L’Aile VI, die in sieben Wettfahrten drei Siege einfuhr und damit vor dem niederländischen und dem schwedischen Boot mit je zwei Siegen den ersten Platz belegte. Zur Crew der L’Aile VI gehörten André Derrien, Virginie Hériot, André Lesauvage, Jean Lesieur und Carl de la Sablière.